# Atlas Shrugged
Atlas Shrugged é um livro de ficção da autora e filósofa [carece de fontes] Ayn Rand publicado em 1957. Lançado no Brasil como Quem É John Galt? em 1987, relançado em 2010 como A revolta de Atlas. O quarto e último romance de Ayn Rand, considerado por muitos sua principal obra. Atlas Shrugged contém elementos de ficção científica, mistério e romance, contendo a mais extensa declaração de Rand sobre o objetivismo. O livro alcançou enorme popularidade, considerado umas das mais influentes obras de seu tempo. No entanto, a obra também é alvo de críticas sobretudo por ser muito longa, conter diálogos repetitivos e por resumir que o sucesso individual depende apenas do mérito, ignorando o contexto sócio-histórico de cada indivíduo.
O livro explora uma versão distópica dos Estados Unidos, em que muitos dos industriais mais importantes e bem sucedidos da sociedade decidem abandonar suas fortunas e a própria nação, em resposta a agressivas regulações de um governo progressista e corrupto, que insiste em sobretaxar e regulamentar os cidadãos produtivos, suas empresas e realizações individuais. O título é uma referência a Atlas, um Titã descrito no livro como "o gigante que mantém o mundo em seus ombros". O significado desta referência aparece em uma conversa entre os personagens Francisco d'Anconia e Hank Rearden, em que d'Anconia pede que conselho Rearden daria a Atlas ao ver que "quanto maior o esforço [do titã], mais pesado  fica o mundo em seus ombros". Com Rearden incapaz de responder, d'Anconia dá a sua própria resposta: "encolher os ombros" ("to shrug").
O tema de Atlas Shrugged, como Rand o descreve, é "o papel da mente do homem na existência". O livro explora uma série de temas filosóficos de que Rand posteriormente desenvolveria como objetivismo, uma corrente filosófica criada por Rand. O objetivismo acredita, em suma, que o egoísmo e individualismo são aspectos virtuosos e que o altruísmo não pode ser uma obrigação social e sim uma escolha feita por pessoas livres que desejam dedicar recursos e esforços em prol de outros membros da comunidade.
Atlas Shrugged recebeu muitas críticas negativas após sua publicação de 1957, mas alcançou popularidade duradoura e consistência de vendas nas décadas seguintes.

## Enredo
A protagonista Dagny Taggart, vice-presidente operacional da Taggart Transcontinental, uma empresa ferroviária criada pelo avô, tenta manter a empresa viva. O irmão James Taggart, presidente da ferrovia, é vagamente consciente dos problemas da empresa e toma decisões errôneas, como a insistência em comprar aço de uma empresa que repetidamente posterga a entrega do metal encomendado. Dagny, então, passa por cima da autoridade do irmão e compra, para os trilhos de sua empresa, um metal inventado por Hank Rearden, um magnata. Dagny e Hank levam a sério suas ambições e são mostrados como arautos do desenvolvimento e do progresso. Por outro lado, políticos tentam impor cada vez mais controle sobre a sociedade por meio de medidas populistas. Conforme a interferência estatal cresce, industriais, artistas, cientistas e empresários começam a se rebelar e desaparecer sem deixar pistas, largando trabalhos e negócios para trás.
Há uma gíria aparentemente sem sentido, "Quem é John Galt?", repetida como uma resposta quando se faz uma pergunta difícil. As pessoas, na maior parte do livro, não sabem quem é Galt e ainda assim repetem a pergunta, como quem diz "E quem se importa?". Quando Galt finalmente se apresenta, inicia um longo monólogo contra as instituições políticas, notório por durar cerca de 70 páginas.